# Blow Me Away
"Blow Me Away" é uma canção da cantora Wanessa Camargo, do seu sétimo álbum de estúdio DNA (2011). A canção foi escrita por Jason Gill e Katt Rockell e co-escrita por Wanessa. Foi enviada a intérprete no primeiro semestre de 2010 onde a própria começou o processo de gravação.
A balada é fortemente influenciada à música latina dos anos de 1990, recebeu variadas críticas especializada, alguns elogiaram os vocais de Wanessa completando que a canção tinha forte influencia de Natasha Bedingfield, comparando-a com os vocais da mesma na música Pocketful of Sunshine.

## Composição e gravação
Musicalmente “Blow Me Away” é uma obra balada que tem influencia pela Música da América Latina dos Anos 90, tendo o pop latino como sonoridade principal, incorporando também o electro e o samba. A música é definida em um espaço no compasso de tempo comum, com um ritmo de 64 batidas por minuto. 
"Blow Me Away" foi composta pela dupla de produtores e compositores estadunidense Jason Gill e Katt Rockell, sendo co-escrita pla propria intérprete, foi enviada a mesma no primeiro semestre de 2010. A faixa foi produzida pelo produtor Mister Jam. O processo de gravação ocorreu ainda em 2010 no Sterling Sound em Nova Iorque e Miami Beat Studios em Miami, Flórida nos Estados Unidos. Sua finalização ocorreu oficialmente em março de 2011 no JamWorks Studios em São Paulo.

## Recepção da crítica
"Blow Me Away" recebeu críticas positivas dos críticos de música. Gabriela "Gabbi" Salse do portal O Sucesso! disse: “Nessa [Blow Me Away] ela incorpora uma diva latina que tá dizendo o quão forte é sofrer por amor, só que o legal é que trata-se de uma diva brasileira, e nesse ritmo, os vocais estão incríveis! Dá pra notar as notas altas que ela atinge com sua voz, é no momento a minha preferida!”
Lana Oliveira do portal Só Wanessa comentou: “Com o lançamento de DNA, vem as músicas favoritas do disco, então sinto que temos que falar sobre "Blow Me Way" que pode ser considerada até então, uma continuação-sofrida de "Amor, Amor" e também do clássico "Não Resisto a Nós Dois". Wanessa fala que 'quer brincar com o fogo' com seu "parceiro", e isso é totalmente "Amor, Amor" e sofre de amor num tom de "Não Resisto a Nós Dois". É latina, desde a sua letra à seu ritmo, é uma faixa que se destaca também, então provavelmente podemos esperar um futuro single da mesma.”

## Faixas e formatos
| Download digital |                |                                         |         |  |
| N.º              | Título         | Compositor(es)                          | Duração |  |
| 1.               | "Blow Me Away" | Jason Gill Katt Rockell Wanessa Camargo | 4:23    |  |